# Chevrolet WTCC Ultra
El Chevrolet WTCC Ultra es un prototipo de automóvil deportivo desarrollado por la fábrica estadounidense Chevrolet y presentado en el salón del automóvil de paris 2006.

## Características
Posee un motor diesel con 1.991 cm³ de cilindrada y 190 CV / 139 kW de potencia. En sus aspectos básicos, este motor de cuatro cilindros es igual al propulsor de conducto común (common rail),  con cuatro válvulas por cilindro y turbina con álabes de geometría variable que se utiliza ya en el Chevrolet Captiva y en el Epica. La mayor potencia se ha conseguido elevando la presión de la turboalimentación.
Además posee suspensión independiente para cada rueda con amortiguadores McPherson.
Las ruedas delanteras están unidas por una barra triangular y en el eje posterior existen dos barras transversales adicionales y una barra longitudinal para una suspensión precisa de las ruedas.
A fin de reducir al máximo el peso en vacío, en el WTCC Ultra se utilizan modernos materiales ligeros. 
Los alerones trasero y delantero están fabricados en fibra de carbono.